# ثنائي الغليسريد

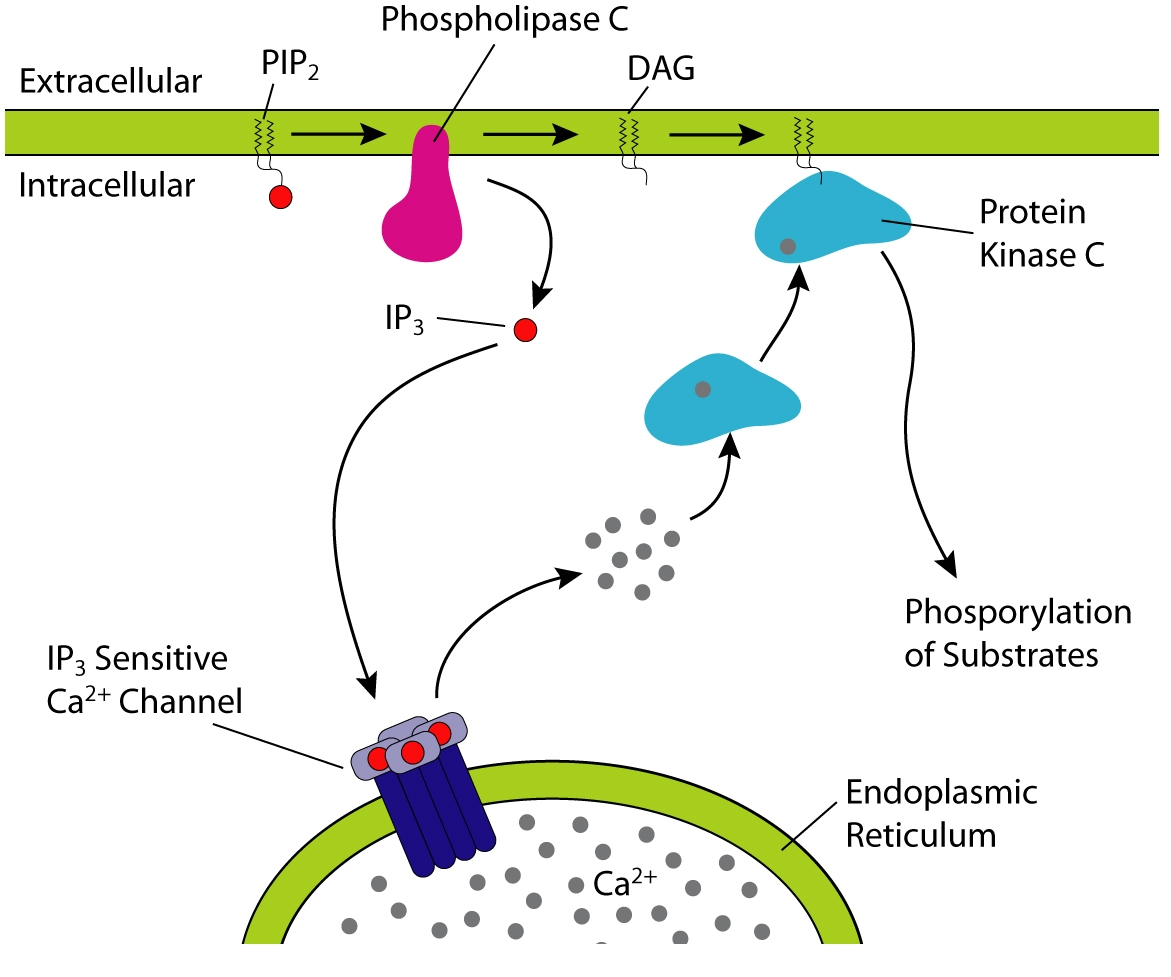

ثنائي الجليسريد، أو دياسيل جلسرين (بالإنجليزية: Diglyceride) واختصارًا (DAG) ، هو جليسريد يتكون من سلسلتين من الأحماض الدهنية مرتبطة تساهميًا بجزيء الجلسرين من خلال روابط استر.يوجد شكلين محتملين، 1,2-دياسيل جلسرين و 1,3-دياسيل جلسرين.يمكن أن تعمل DAGs كمواد خافضة للتوتر السطحي وتستخدم عادة كمستحلبات في الأطعمة المصنعة.تم فحص الزيت المخصب DAG (خاصة 1,3-DAG) على نطاق واسع كبديل للدهون نظرًا لقدرته على قمع تراكم الدهون في الجسم ؛ مع إجمالي مبيعات سنوية تبلغ حوالي 200 مليون دولار أمريكي في اليابان منذ طرحها في أواخر التسعينيات وحتى عام 2009.

## الإنتاج
تعتبر ثنائيات الجليسريد مكونًا ثانويًا في العديد من زيوت البذور وتتواجد عادة بنسبة ~ 1-6٪ ؛ أو في حالة زيت بذرة القطن بقدر 10٪.يتم تحقيق الإنتاج الصناعي بشكل أساسي من خلال تفاعل تحلل الجلسرين بين الدهون الثلاثية والجلسرين. قد تكون المواد الخام لذلك إما دهون وزيوت نباتية أو حيوانية.

## مادة مضافة للطعام
ثنائيات الجليسريد، بشكل عام في خليط مع أحادي الجليسريد (E471) ، هي مضافات غذائية شائعة تستخدم إلى حد كبير كمستحلبات.لا تشمل القيم الواردة في الملصقات الغذائية للدهون الإجمالية والدهون المشبعة والدهون المتحولة تلك الموجودة في الدهون الأحادية والثنائية.غالبًا ما يتم تضمينها في منتجات المخابز والمشروبات والآيس كريم وزبدة الفول السوداني والعلكة والسمن والكريمة المخفوقة والمارجرين والحلويات ورقائق برينجلز.

## الوظيفة الحيوية

### تنشيط بروتين كيناز c
في الإشارات الكيميائية الحيوية ، يعمل ثنائي سيلغليسرول كمرسول ثانٍ للدهن، وهو نتاج للتحلل المائي للفوسفوليبيد 4,5-بيسفوسفايت (PIP2) بواسطة إنزيم (PLC) فوسفوليبايس (إنزيم مرتبط بالغشاء) والذي من خلال نفس التفاعل ينتج إينوزيتول ثلاثي فوسفات (IP3).على الرغم من أن ثلاثي فوسفات الإينوزيتول ينتشر في العصارة الخلوية ، إلا أن دياسيل جلسرين يبقى داخل الغشاء البلازمي ، بسبب خصائصه الكارهة للماء.يحفز IP3 إطلاق أيونات الكالسيوم من الشبكة الإندوبلازمية الملساء ، بينما DAG عبارة عن منشط فسيولوجي لبروتين كيناز (C (PKC.يسهل إنتاج DAG في الغشاء أثناء انتقال PKC من العصارة الخلوية إلى غشاء البلازما.

### تفعيل munc-13
(munc-13 : هو بروتين يتجمع مع RIM ومن المحتمل أن يشتمل على جزء من البنية الخلوية التي تثبت الحويصلات المشبكية.)
لقد ثبت أن ثنائي يبذل بعض إجراءاته المثيرة على إطلاق الحويصلة من خلال التفاعلات مع عائلة بروتين ما قبل المشبكي Munc13.يزيد ارتباط DAG بالمجال C1 من Munc13 من كفاءة اندماج الحويصلات المشبكية مما يؤدي إلى إطلاق محفز.
يمكن تقليد ثنائيات الجليسريد بواسطة مركبات فوربول ايستيرز المعززة للورم.

### أخرى
بالإضافة إلى تنشيط PKC ، يحتوي ثنائي الجليسريد على عدد من الوظائف الأخرى في الخلية:
- مصدر للبروستاجلاندين.
- بداية صنع 2-أراتشيدونويل غليسيرول ونظام كانابينويد داخلي.
- منشط لعائلة فرعية من قنوات الموجبة الكنسية المحتملة للمستقبلات العابرة (TRPC ، TRPC3 / 6/7).

## التمثيل الغذائي
يبدأ تخليق دياسيل جلسرين بالجلسرين -3 فوسفات، المشتق أساسًا من ثنائي هيدروكسي أسيتون فوسفات، وهو أحد منتجات تحلل السكر (عادة في سيتوبلازم الكبد أو خلايا الأنسجة الدهنية).يتم أولاً أسيل الجلسرين -3 فوسفات مع أسيل-أنزيم أ (أسيل- CoA) لتكوين حمض ليسوفوسفاتيدك، والذي يتم بعد ذلك أسيلته مع جزيء آخر من أسيل- CoA لإنتاج حمض الفوسفاتيديك.ثم يتم إزالة الفسفرة من حمض الفوسفاتيد لتشكيل دياسيل جلسرين.
تتكون الدهون الغذائية بشكل أساسي من الدهون الثلاثية.نظرًا لأنه لا يمكن للجهاز الهضمي امتصاص الدهون الثلاثية، يجب أولاً هضم الدهون الثلاثية إنزيميًا إلى أحادي أسيل جلسرين أو دياسيل جلسرين أو أحماض دهنية حرة.(انظر المصادر الغذائية للأحماض الدهنية، وهضمها وامتصاصها ونقلها في الدم وتخزينها لمزيد من التفاصيل.)ثنائي الجليسريد هو مقدمة صنع لثلاثي الجلسرين (الدهون الثلاثية) ، والذي يتكون من إضافة حمض دهني ثالث إلى ثنائي الجليسريد تحت تحفيز ثنائي الجليسريد الأسيل ترانسفيراز.
نظرًا لأن ثنائي الجليسريد يتم تصنيعه عبر حمض الفوسفاتيديك، فإنه يحتوي عادةً على حمض دهني مشبع في موضع C-1 على جزء الجلسرين وحمض دهني غير مشبع في موضع C-2.
يمكن فسفرة دياسيل جلسرين إلى حمض الفوسفاتيديك بواسطة دياسيل جلسرين كيناز.

## مقاومة الإنسولين
قد يؤدي تنشيط PKC-θ بواسطة ثنائي الجليسريد إلى مقاومة الأنسولين في العضلات عن طريق تقليل نشاط PI3K المرتبط بـ IRS1.وبالمثل، قد يؤدي تنشيط PKCε عن طريق ثنائي الجليسريد إلى مقاومة الأنسولين في الكبد.

## اقرأ أيضا
- معزز التنشيط القائم على التيروزين المناعي
- ثلاثي جليسريد
- حمض دهني
- حمض أميني
- خلية تائية
- خلية بائية
- خلية متغصنة
- خلية تائية ساذجة